# Mausoléu de Bibi Canum

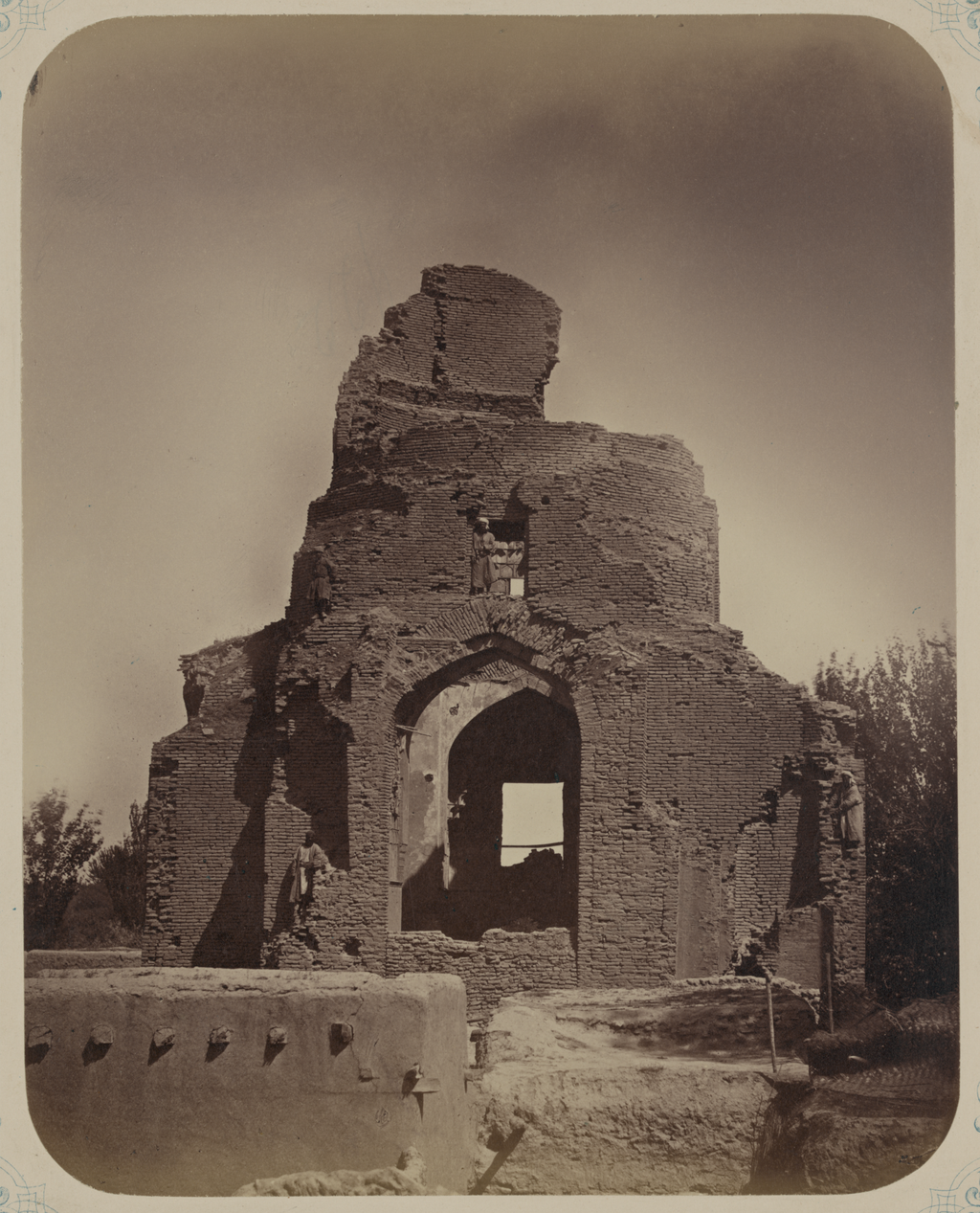
Uma das primeiras fotografias do mausoléu, datada de 1868–1872

O Mausoléu de Bibi Canum (em usbeque: Bibi-Xonim Maqbarasi) é um mausoléu em Samarcanda onde está sepultada Sarai Mulque Canum (também conhecida como Bibi Canum, Bibi Hanim, Bibi Canim, Bibixonim, etc.), a imperatriz consorte do Império Timúrida, esposa principal de Tamerlão (Timur). Foi construído entre 1399 e 1404 e é um dos elementos do sítio "Samarcanda – cruzamento de culturas" do Património Mundial pela UNESCO no Usbequistão.

## Arquitetura
É complicado avaliar o desenho e significância arquitetónica do edifício devido ao facto do que existe atualmente é o resultado dum restauro baseado em conjeturas, levado a cabo a partir do final da década de 1990. Presumindo que o restauro recuperou a traça original, o mausoléu apresenta as caraterísticas típicas da arquitetura timúrida do final do século XIV e início do século XV. O perfil  do edifício é fortemente dominado pela cúpula de azulejos azuis, que assenta sobre um tambor extremamente elevado, uma inovação que só se tornou possível quando as cúpula de dupla concha se tornaram comuns na Ásia Central. No exterior há um ivã ou pistaque (entrada monumental), que anuncia o local como um edifício significativo — os ivãs ou pistaques eram usados nos grandes edifícios timúridas, quer fossem túmulos, mesquitas, madraças ou palácios.
O interior com a sua extensa abóbada com muqarnas de estuque, também é típico da época, bem como o uso de ladrilhos pintados ou, a alternativa mais cara — mosaicos faiança — que juntando elementos coloridos individualmente, formam uma espécie de puzzle que resulta em efeitos decorativos brilhantes na cúpula ou pishtaq.

## Edifício original
O mausoléu estava em avançado estado de ruína quando foi fotografado pela primeira vez, entre 1868 e 1872, a mando do general russo Konstantin von Kaufman, que encomendou um levantamento fotográfico dos territórios da Ásia Central recentemente anexados pelo Império Russo, o qual foi publicado com o título Albúm do Turquestão. Nessa altura, o monumento tinha perdido toda a cobertura de azulejos e grande parte da cúpula, embora ainda houvesse alguns fragmentos de estuque com relevos no interior. Na época desse levantamento fotográfico, o chão desabou devido ao peso dos destroços acumulados, revelando a cripta subterrânea de Sarai Mulque Canum e de vários dos seus familiares e servos.
A superestrutura do edifício e a cripta era feita em tijolo e sustentada por arcos planos. Atualmente, após as obras de restauro, há uma escadaria que dá acesso à cripta de Bibi Canum desde o o canto sudoeste do interior do mausoléu, mas não é certo que essa escadaria existisse originalmente. As plantas que constam no Álbum do Turquestão mostram uma passagem intrigante naquele canto, mas ela pode ter sido uma passagem que conduzia ao exterior e não uma escadaria para a cripta.
O monumento continuou a degradar-se desde o final do século XIX até ao fim do século XX, apesar de fotografias de 1924 ou 1925 sugerirem que não foi muito afetado pelo sismo de 1897 que danificou severamente a vizinha Mesquita de Bibi Canum. Finalmente, nos últimos anos do século XX, o mausoléu foi completamente restaurado. Os responsáveis pelo projeto de restauro tomaram a decisão controversa de reconstruir completamente as ruínas, em vez de usar meios subtis para distinguir os elementos mais novos dos originais. Foi dada especial atenção aos detalhes dos estuques com relevo e decorações pintadas no interior, mas no exterior a decoração mais intensa limitou-se à cúpula, pelo que a aparência externa do mausoléu é menos vistosa do que outros monumentos do período timúrida seus contemporâneos. Foi decidido não reconstruir o teto da cripta, a fim de ser possível ver a cripta diretamente ao entrar no monumento, algo que não era a intenção dos arquitetos originais.